# Музей (манґа)
«Музей» (яп. ミュージアム, Myūjiamu) – манґа, написана та ілюстрована Томое Рьосуке, що публікувалась у журналі Weekly Young Magazine від Kodansha з липня 2013 по лютий 2014. На її основі було створено фільм, зрежисований Кейші Отомою, прем'єра якого відбулась в листопаді 2016.

## Сюжет
Нещодавно розлучений детектив Хісаші Савамура та його недосвідчений напарник Джунічі Нішіно шукають серійного вбивцю, який скоює жорстокі вбивства в масці жаби. Коли Савамура стає все ближче до вбивці, він виявляє, що однією з цілей може бути його власна родина.

## Медіа

### Манґа
Серія публікувалась в журналі Weekly Young Magazine з 29 липня 2013 року по 3 лютого 2014 року. Видавництво Kodansha зібрало її в 3 танкобони, що виходили з 6 листопада 2013 року по 4 квітня 2014 року.
В Україні манґа виходить у видавництві Molfar Comics.

#### Список томів
| № | Японською        | Японською              | Українською | Українською            |
| № | Дата виходу      | ISBN                   | Дата виходу | ISBN                   |
| - | ---------------- | ---------------------- | ----------- | ---------------------- |
| 1 | 6 листопада 2013 | ISBN 978-4-06-382376-9 | 2024        | ISBN 978-617-7885-84-8 |
| 2 | 6 січня 2014     | ISBN 978-4-06-382404-9 | січень 2025 | ISBN 978-617-8485-12-2 |
| 3 | 4 квітня 2014    | ISBN 978-4-06-382455-1 | —           | —                      |

### Фільм
За мотивами манґи знято ігровий фільм режисера Кейші Отомо. Сценарій написали Отомо, Ідзумі Такахаші та Кійомі Фуджі, музику створив Таро Івашіро. 12 листопада 2016 року Warner Bros. Pictures випустила фільм в Японії.

#### Акторський склад
- Шюн Оґурі — Хісаші Савамура
- Сатоші Цумабукі — Санае Кірішіма
- Мачіко Оно — Харука Савамура
- Шухей Номура — Джюнічі Нішіно
- Томомі Маруяма — Цуйоші Суґавара
- Томоко Табата — Кайо Акіяма
- Мікако Ічікава — Мікі Тачібана
- Масато Ібу — Тошіо Окабе
- Ютака Мацушіґе — Кодзо Секіхата
- Нао Оморі — батько Хісаші